# Abrigo del Puyo
El Abrigo del Puyo es una necrópolis cántabra datada por carbono 14 en torno al año 290 a. C. Las características de los objetos encontrados en su ajuar se han interpretado como el comienzo de un proceso de celtiberización, que habría ocurrido en el siglo III a. C. Situado en el valle del río Miera, en Cantabria (España), contiene un gran número de túmulos de formas circulares y oblongas construidos mediante amontonamiento de piedras.